# エコラボ〜もったいない博士の異常な愛情
『エコラボ〜もったいない博士の異常な愛情』（エコラボ もったいないはかせのいじょうなあいじょう）は、2007年4月13日から同年9月21日までフジテレビで放送されていたアミューズ制作の情報バラエティ番組である。全24回。日産自動車の一社提供。放送時間は毎週金曜 25:05 - 25:35 （日本標準時）。

## 概要
『禁じられた遊び』から5作にわたって続いた企画：小山薫堂、製作：アミューズ、提供：日産の知的情報番組シリーズの最終作にあたる。番組タイトルは、アメリカの映画『博士の異常な愛情』のパロディである。
本番組は、毎回「もったいない」の精神を根底とする1つのテーマを設定し、そのテーマにまつわるエピソードや節約に関する情報などを紹介しつつ、「研究員」と呼ばれる各界のクリエイターたちが新たなアイディア・解決策を発表していた。5月4日放送分までは毎回2つのテーマを選んでいたが、5月11日放送分からは1つだけを選ぶようになった。
番組が放送当時に設けていた公式サイトには、視聴者から様々なアイディアを募集し、それを紹介するコーナーがあった。

## 出演者
- もったいない博士：草刈正雄
- 無田山：山崎雄介
- 節子：平田薫
- ナレーション：伊藤英敏、安井絵里

## スタッフ
- 企画：小山薫堂
- 構成：山名宏和
- ディレクター：石川北二、柳さおり、大城浩一郎
- プロデューサー：大林里枝、沼尾純也
- 制作：アミューズ